# Церква на честь митрополита Андрея і священномученика Климентія Шептицьких у с. Прилбичах
Церква на честь митрополита Андрея і священномученика Климентія Шептицьких — парафіяльна церква релігійної громади Української Греко-Католицької Церкви в селі Прилбичі Яворівського району Львівської області.

## Історія парафії УГКЦ
Парафія Української Греко-Католицької Церкви в Прилбичах існує від давніх часів. Щодо побудови храму у Прилбичах, то у Шематизмах Перемишльської греко-католицької єпархії за різні роки є різні дані. У Шематизмі за 1928 вказується 1750 рік як будівництва прилбицького храму; у Шематизмі за 1932 р. - 1741 р., а в Шематизмі за 1934 р. - 1654 р. У Шематизмі Перемишльської греко-католицької єпархії за 1879 рік зокрема читаємо наступне: 
"Будівничим церкви прилбицької мав бути, як дізнаємося з парафіяльного інвентаря, блаженної памʼяті Архієрей Шептицький [прим. Атанасій, єпископ Перемиський], котрий був власником села Прилбичі, а церква того села його молитовницею. Ознакою ймовірності цього є архієрейська митра над царськими дверима і герби по філярах стовпів жертовника" (стор. 386-387)
У найдавніших згадках парафіяльним празником було свято Собор Пресвятої Богородиці (26 грудня). Крім цього, у Шематизмі за 1928 рік теж празником згадано день святих мучеників Бориса і Гліба.
8-10 березня 1946 року у Львові відбувся Львівський псевдособор. Греко-католицький священник с. Прилбич о. Володимир Микулович не пристав на заклик приєднатися до Російської православної церкви, і 04 квітня 1946 року його було арештовано Управлінням МДБ Львівської області за видуманими звинуваченням та засуджено вироком Обласного Суду у Львові від 10 березня 1947 р. до позбавлення волі "в далеких таборах Союзу на 10 р. з конфіскацією майна". Після подання касаційної скарги ухвалою судової колегії в кримінальних справах Верховного Суду УРСР від 11 квітня 1947 року вирок було скасовано, а справу було повернуто на дорозслідування. 15 серпня 1947 року справа по обвинуваченню о. Володимира Микуловича була остаточно закрита та священника було звільнено з-під варти. 
Душпастир повернувся до с. Прилбичів і продовжував своє служіння як греко-католицький священник у місцевому храмі, про що є відомості від місцевих жителів, фотографії та доповідні органів безпеки. Лише у 1951 році священник покидає своє душпастирське служіння у Прилбичах після трагічної смерті його дружини Ярослави та продовжує своє підпільне служіння у придбаному  незадовго власному помешканні у Брюховичах.

Учитель історії прилбичівської школи Дмитро Бубісь у своїй книзі "Прилбичі. Крізь призму віків" написав про подальше релігійне життя у Прилбичах наступне: 
"...певний час мешканці села самі збиралися на моління під керівництвом Обрамикової монахині, яка повернулася в село після ліквідації радянською владою монастирів, та інших культово досвідчених осіб.
Для похоронних та деяких інших ритуалів запрошувались священники із сусідніх сіл (Підлуб, Віжомлі). Вже в 60-ті роки почали запрошувати і на деякі церковні відправи священника з Підлуб, отця Ігора Глущака ... Через деякий час священик переселився з Підлуб до Прилбич"
Після прийняття 24 серпня 1991 року Акту незалежності і створення самостійної Української держави 17 вересня 1991 року було зареєстровано статути двох релігійних громад: УГКЦ та УПЦ та прийнято рішення "передати в безоплатне почергове і рівне користування релігійним громадам культові будівлі та державне майно, що в них знаходиться, уклавши з кожною громадою конкретний договір".  

Дмитро Бубісь про цю міжконфесійну ситуацію у своїй книзі "Прилбичі. Крізь призму віків" написав наступне: 
"Під час легалізації Української Греко-Католицької Церкви майже всі члени церковної десятки і дяк вирішили повернутися до греко-католицизму, ліквідованого у 1946 р. сталінським режимом, але отець Ігор Глущак відмовився зробити цей крок, в результаті цього почав створювати розкол громади на різні конфесії. Допомогла завершити цей розкол тодішній голова сільської Ради Шевчик Катерина. Вона організувала в Будинку культури збори громадян, на яких обрала другу церковну десятку і розкол на різні конфесії став де-факто. З цього часу міжконфесійна боротьба за церковну споруду тривала декілька років".

Незважаючи на Розпорядження Представника Президента України у Львівській області від 28 березня 1994 року № 267 про те, що храм мав бути переданий в почергове користування обом релігійним громадам, релігійна громада УГКЦ так і не змогла фактично отримати можливість проводити свої богослужіння у храмі, тому було збудовано тимчасову споруду поруч з символічною могилою українським воякам. 

У повідомленні Яворівської районної державної адміністрації Львівської області від 07 березня 1997 року № 228 міститься наступна інформація про подальший перебіг справи: 
"...13 лютого 1997 року в приміщенні райдержадміністрації відбулася розширена нарада по питанню вирішення міжконфесійного конфлікту в селах Прилбичі та Нагачів... Запрошено було голову церковного комітету релігійної громади УГКЦ с. Прилбичі Павелка М. В. та священника даної громади о. Б. Радюка. В ході наради священник о. Б. Радюк погодився з пропозицією будівництва нового храму, оскільки існуючий є малий за розмірами і не задовільняє обидві релігійні громади". 

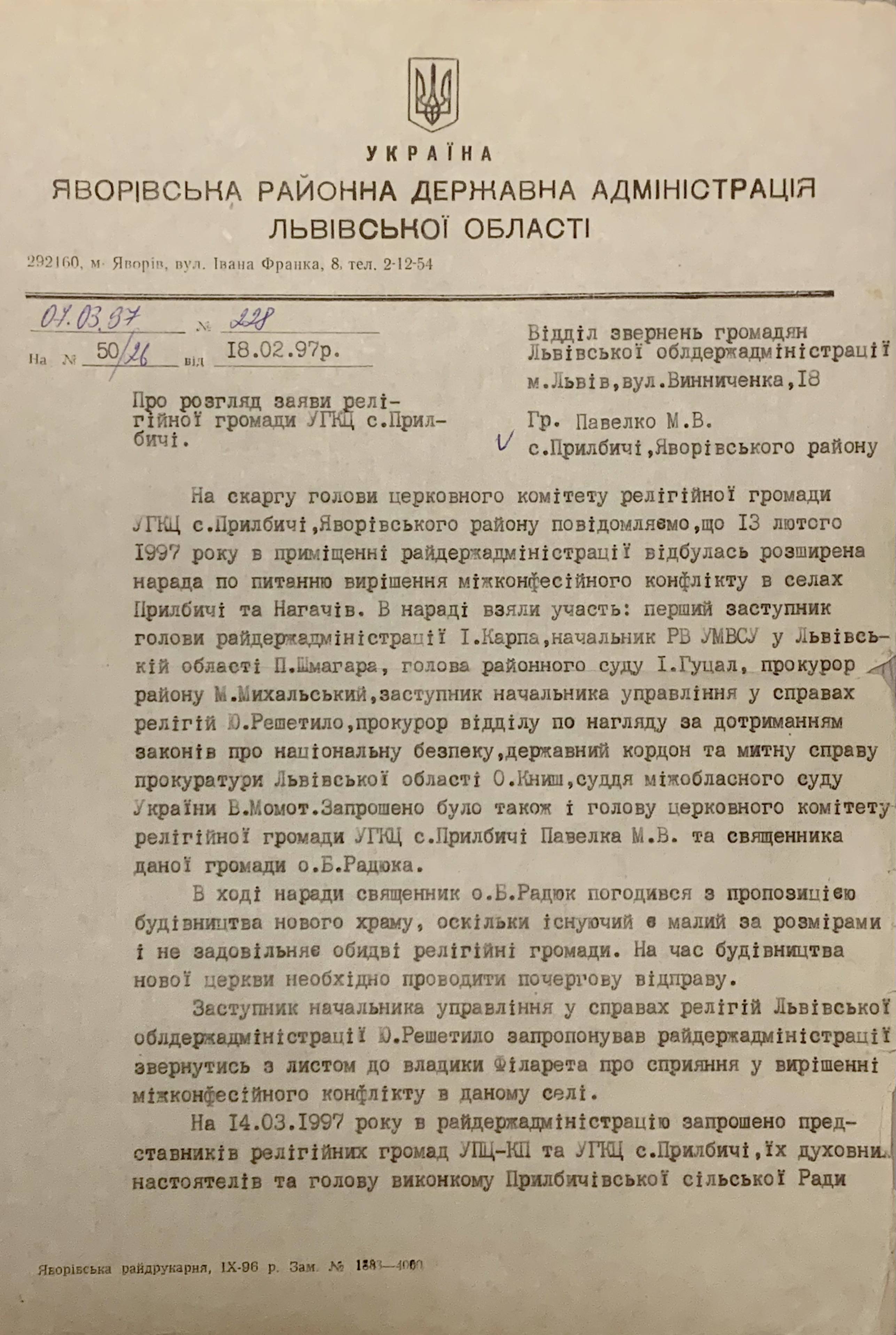

У неділю 14 грудня 1997 року відбулося освячення хреста та каменя на місці побудови майбутнього храму за участю Преосвященного Владики Юліяна Гбура, секретаря Синоду єпископів УГКЦ. Вже наступного року з березня розпочалося спорудження храму-музею за проектом львівського архітектора Олега Ярославовича Боднара.

## Опис
З початком 1998 року було закладено фундаменти та вимуровано стіни. У наступні роки, щоправда, темпи будівництва сповільнились через складність проєкту та брак коштів для фінансування будівельно-монтажних робіт. Все ж у 2001 році богослуження уже відбувалися у приміщенні майбутнього музею, обладнаго під каплицю, а з 2006 року – у самому храмі. 
Впродовж років інтер’єр храму оздоблювався поетапно. Авторкою проєкту іконостасу та запрестольної ікони стала Мар'яна Леонідівна Фляк. Реалізація проєкту була здійснена нею ж спільно з батьком Леонідом Фляком. Настінний розпис у святилищі та апсиді храму належить митцям з Іконописної майстерні "Аліпій" Андрієві Комарницькому та Юрієві Вербовському.

## Священнослужителі УГКЦ
Знані греко-католицькі священнослужителі, що душпастирювали на парафії с. Прилбичі:
- о. Степан Радзюкевич (1792 року народження, рукоположений 1818 р., згадується як парох у Прилбичах у Шематизмах у 1831, 1836)
- о. Андрій Положинович (1801 р.н., рук. 1834 р., згадується як парох у Прилбичах у Шематизмах з 1842 по 1848)
- о. Омелян Паславський (1818 р.н., рук. 1843 р., згадується як парох у Прилбичах у Шематизмах з 1849 по 1859 [у 1855, швидше за все помилково, записаний Степан Паславський])
- о. Йосиф Яновський (1821 р.н., рук. 1848 р., згадується як парох у Прилбичах у Шематизмах з 1863 по 1870)
- о. Михайло Насальський (1817 р.н., рук. 1846 р., згадується як парох у Прилбичах у Шематизмах з 1873 по 1879)
- о. Антоній Волос (1823 р.н., рук. 1853 р., згадується як парох у Прилбичах у Шематизмах з 1880 до 1907)
- о. Олександр Струсевич (1863 р.н., рук. 1887 р., згадується як парох у Прилбичах у Шематизмах з 1908 до 1914). У Перемиських єпархіяльних відомостях за 1918 р. опубліковано "Завізвання священників, що опустили свої душпастирські посади" від 5 лютого 1918 (Ч.1125). У тексті зокрема говориться наступне: "В часі російської інвазії почасти, а взаrалі від травня 1915 року, в часі повернення втікаючих після поразки російських військ, деякі душпастирі Перемишльської єпархії опустили свої душпастирські посади і, як можна здогадуватись, виїхали до Росії, і до цього часу не повернулись". Серед цих осіб згадується і о. Олександр Струсевич. Відтак 5 липня 1918 було оголошено конкурс на опорожнілу парафію у с. Прилбичах, про що знаходимо інформацію у цих ще Відомостях за 1918 р.

- о. Микола Констянтин Волошин (1884 р.н., рук. 1911 р., згадується як завідатель у Прилбичах у звʼязку з відсутністю о. Олександра Струсевича у Шематизмі 1918 р.)
- о. Володимир Котис (1882 р.н., рук. 1906 р., згадується як парох у Прилбичах у Шематизмах з 1924 по 1930). У Перемиських єпархіяльних відомостях за 1923 р. ч. 3 міститься інформація про отримання канонічної інституції над парафією у Прилбичах о. Володимиром Котисом.

- о. Володимир Микулович (1892 р.н., рук. 1918 р., згадується як парох у Прилбичах у Шематизмах з 1932). У Перемиських єпархіяльних відомостях за 1931 р. ч. 8 оголошено конкурс на опорожнілу парафію в Прилбичах з кінцевою датою подання документів до 15 листопада 1931 р. У цих же відомостях міститься інформація про отримання завідательства над парафією у Прилбичах о. Микуловичем Володимиром (Ч. 3070).

- о. Богдан Радюк (завідатель храму в Прилбичах з 20.04.1992 по 23.06.2006, у 2008 році отримав кару великої екскомуніки)
- о. Андрій Стадницький (адміністратор з 27.12.2006, парох з 29.01.2009)
  - о. Михайло Ганяк (сотрудник з 07.03.2017 до 12.04.2018)
  - о. Михайло Нич (сотрудник з 12.04.2018 до 31.12.2021)
  - о. Андрій Побігущий (сотрудник з 08.12.2021)

## Галерея

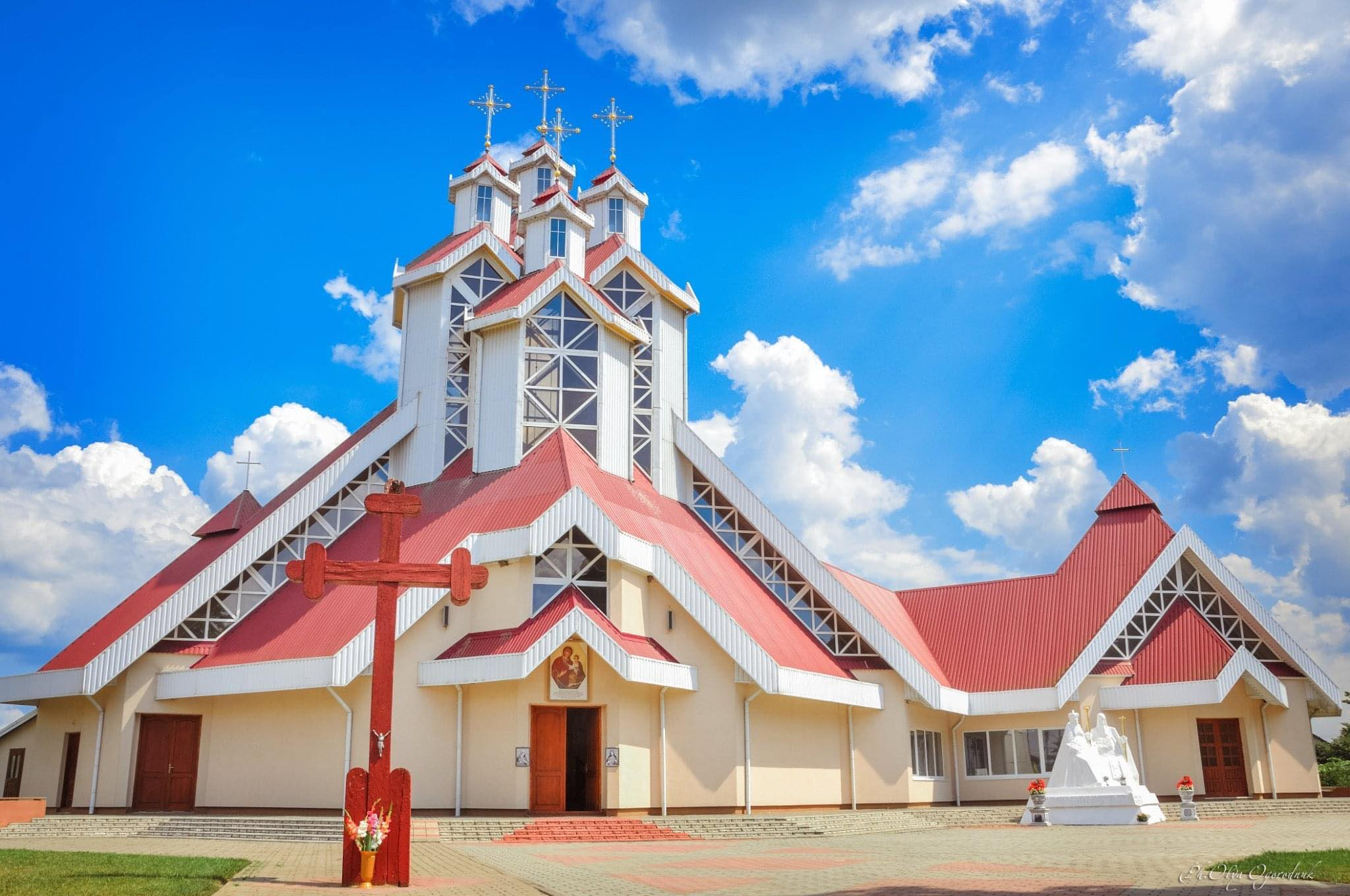
2024 рік. Фото Ольги Огородник